# Lăng kính Amici

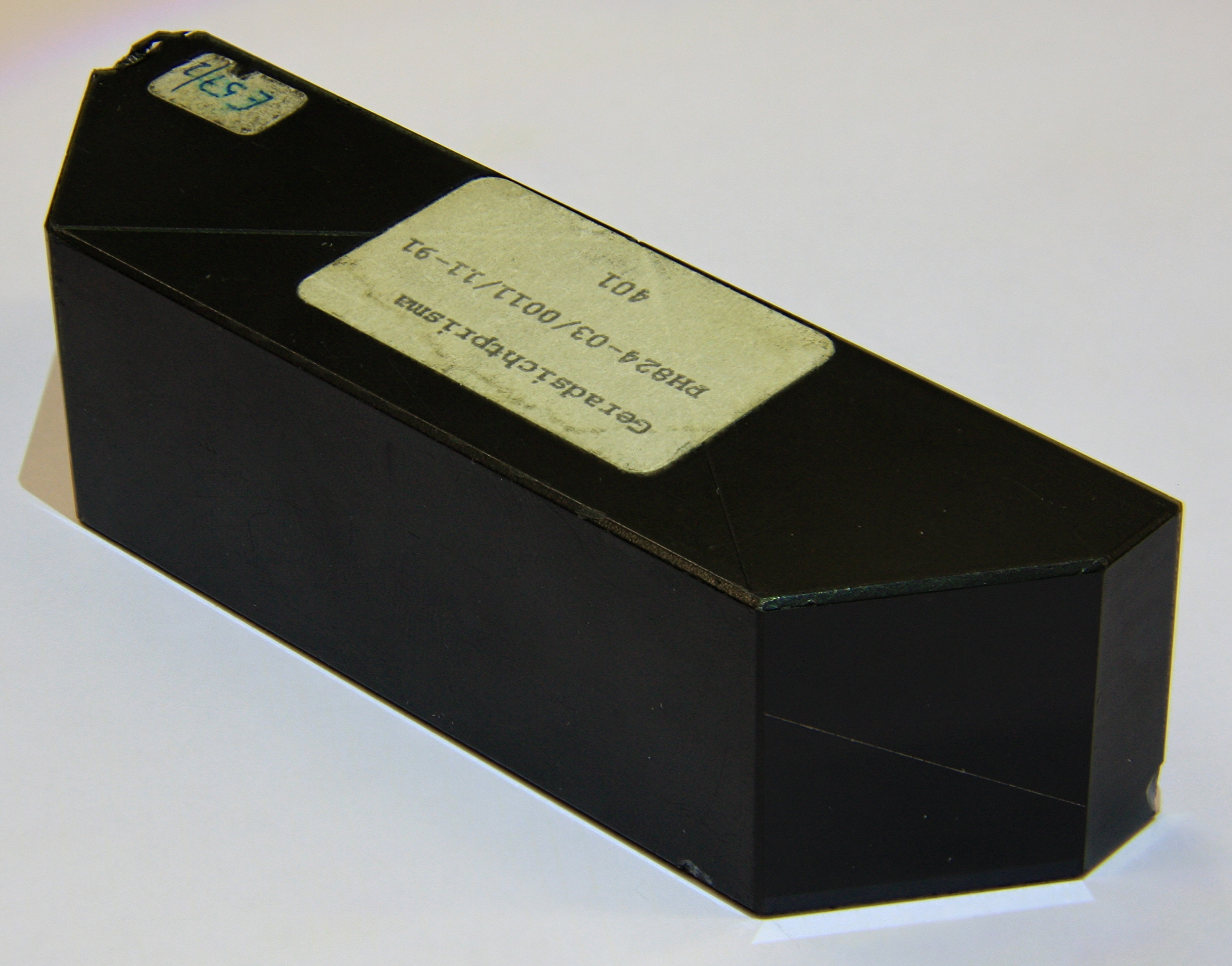
Một lăng kính Amici

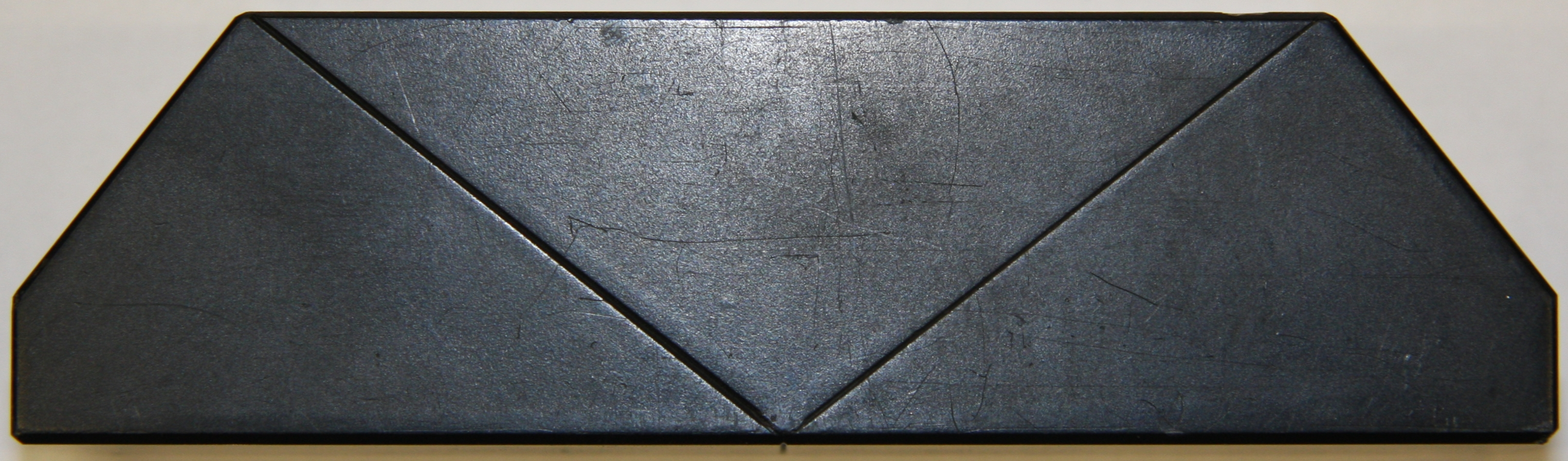
Phân đoạn lăng kính của một lăng kính đôi Amici

Một lăng kính Amici, với phương pháp dò tia đồ họa

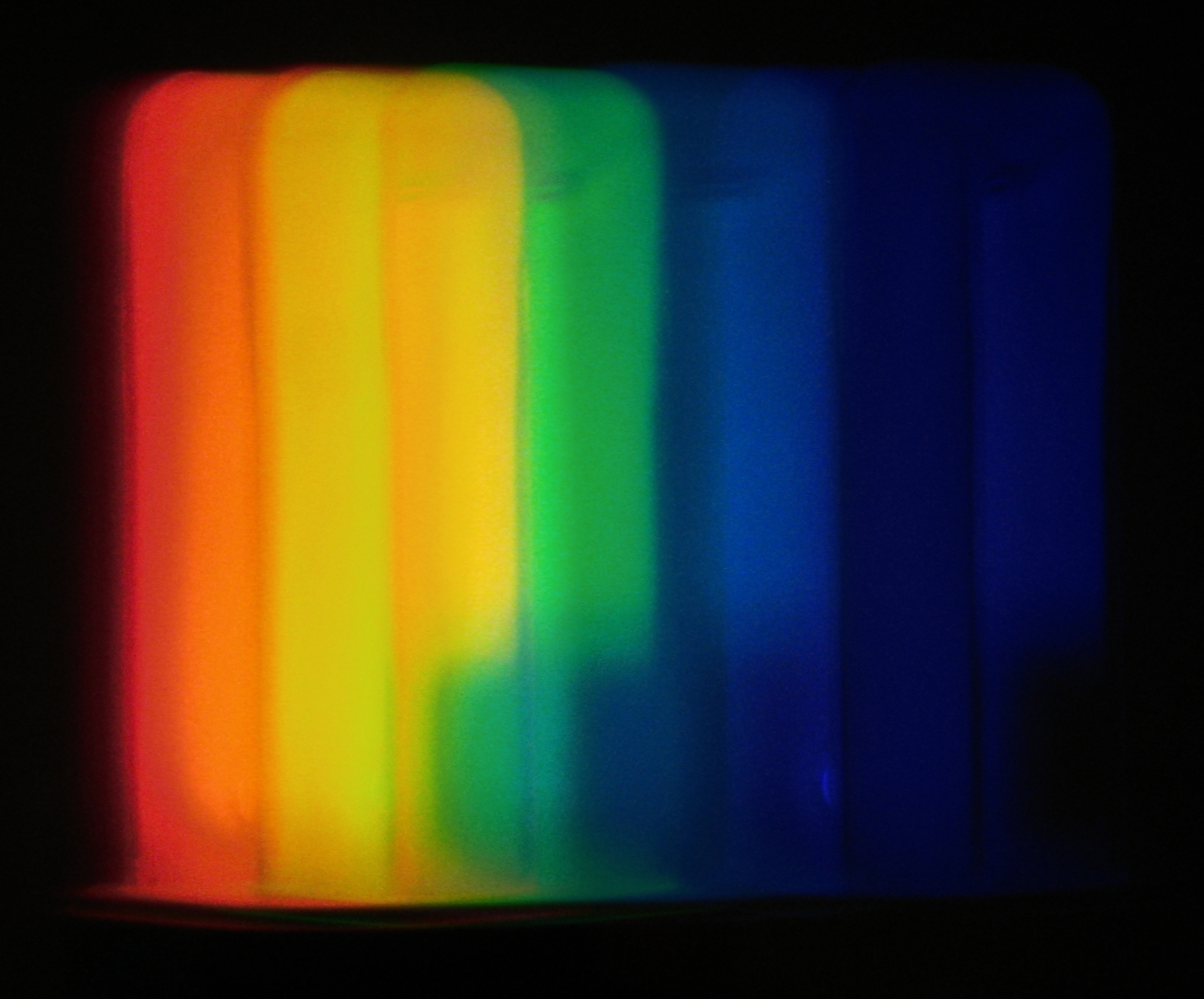
Một đèn huỳnh quang nhỏ gọn nhìn qua lăng kính Amici

Lăng kính Amici, được đặt theo tên của nhà thiên văn học, Giovanni Amici, là một loại lăng kính tán sắc hợp chất được sử dụng trong quang phổ kế. Lăng kính Amici bao gồm hai hình lăng trụ tam giác tiếp xúc nhau, với một mặt thường được làm từ chất liệu tán sắc trung bình thủy tinh crown, và mặt kia là từ vật liệu có tính tán sắc cao hơn như kính flin. Ánh sáng đi vào lăng kính thứ nhất bị khúc xạ ở mặt phân cách giữa kính với không khí đầu tiên, khúc xạ lại ở mặt phân cách giữa hai lăng kính và sau đó thoát ra khỏi lăng kính thứ hai với góc tới gần trùng với pháp tuyến. Các góc và vật liệu của lăng kính được chọn sao cho một bước sóng (màu sắc) của ánh sáng, bước sóng trung tâm, thoát ra khỏi lăng kính song song với (nhưng bù từ) chùm tia vào. Do đó, lăng kính được xem là một lăng kính nhìn trực tiếp, và thường được sử dụng như vậy trong quang phổ cầm tay. Các bước sóng khác bị lệch ở các góc tùy thuộc vào sự sự tán sắc thủy tinh của vật liệu. Nhìn vào một nguồn sáng qua lăng kính, do đó cho thấy phổ quang học của nguồn.
Đến năm 1860, Amici nhận ra rằng người ta có thể nối kiểu lăng kính này ngược lại với một bản sao phản chiếu chính nó, tạo ra một hệ ba lăng kính được gọi là lăng kính Amici kép. Sự nhân đôi của lăng kính ban đầu làm tăng tán sắc góc của hệ, và cũng có đặc tính hữu ích là bước sóng trung tâm bị khúc xạ trở lại vào đường thẳng của chùm tia vào. Do đó, tia ló của bước sóng trung tâm không chỉ không bị lệch khỏi tia tới, mà còn không có sự dịch chuyển (tức là chuyển vị ngang hoặc bù) khỏi đường đi của tia tới.
Bản thân Amici chưa bao giờ công bố về loại lăng kính không phổ biến của mình, mà chỉ truyền đạt ý tưởng cho người bạn Donati của ông, người đã chế tạo thiết bị để quan sát quang phổ sao. Các ấn phẩm của Donati về những quan sát của ông (năm 1862) là những tiết lộ đầu tiên về ý tưởng nhân đôi của lăng kính, và bởi vì lăng kính có thể chế tạo được và nhỏ gọn hơn nhiều so với sự sắp xếp đa lăng kính điển hình vào thời kỳ đó để tạo ra sự tán sắc quang phổ cao, phát minh của Amici nhanh chóng tạo được sự chú ý của các nhà nghiên cứu trên khắp châu Âu. Tuy nhiên, sự tán sắc của lăng kính Amici có thể được tính toán chính xác bằng cách sử dụng lý thuyết tán sắc đa lăng kính giả định không có sự phân tách không gian giữa các thành phần lăng kính.
Không nên nhầm lẫn lăng kính Amici tán sắc với lăng kính mái Amici không tán sắc.